# Simentalsko govedo
Simentalsko govedo je vsestranska pasma goveda, ki izvira iz Simmentala v Bernskem višavju zahodne Švice. Gre za eno od najstarejših in najbolj razširjenih pasem goveda, iz katere so izšle tudi nekatere druge znane pasme, npr. montbeliard (Francija), Razzeta d'Oropa (Italija) in lisasto govedo (Nemčija).
Simentalsko govedo se tradicionalno uporablja za mleko in meso ter kot vlečna živina. Ob primernem hranjenju ga odlikuje hitra rast mladičev. Simentalsko govedo daje več mleka in puste mase kot katera koli druga pasma.
Tradicionalna barva simentalskega goveda se opisuje ponekod kot »rdeča z belimi pikami« ali »zlata in bela«, vendar v resnici nima standardne barve, prevladujoči odtenki pa segajo od bledih rumenozlatih do zelo temnih rdečih. Obraz je največkrat bel, vendar se genetsko razlikuje od bele glave herefordskega goveda. V Združenih državah Amerike se je zelo razširilo črno simentalsko govedo.